# Cueva de Godulfo
La cueva de Godulfo está situada en el barrio de El Lado, perteneciente a Berció, parroquia del concejo asturiano de Grado. 
La cueva forma un complejo de dos cuevas de origen kárstico denominadas cueva de Godulfo I y II, si bien la que está catalogada como bien de interés cultural es la primera.
Se trata de una cueva que posee solamente una pintura rupestre. Esta pintura, que es la única encontrada en nuestros días, está situada en la pared derecha con un grabado que representa a una cierva dispuesto en vertical, en grabado profundo, única manifestación artística paleolítica hallada hasta el momento en la misma atribuido al estilo II.
Está declarada como bien de interés cultural en aplicación del artículo 40.2 de la Ley 16/1985 de 16 de junio, de Patrimonio Histórico Español.
Aunque hasta la fecha en todo lo referido a estas cuevas se las denomina como “Godulfo” lo cierto es que realmente, para los habitantes del pueblo, su nombre siempre, y es como todo el mundo la conoce, ha sido “Guyulfo”.
En el año 2021 dos arqueólogos, Alfonso Fanjul Peraza y José Antonio Juaneda Gavelas, guiados por un vecino de la zona, Roberto García Flórez, muy buen conocedor del entorno y de las cuevas que en él se encuentran, se localizó un tesorillo compuesto por más de 200 monedas de cobre y bronce acuñadas entre los siglos III y V de nuestra era, acuñadas en distintas cecas del norte del Mediterráneo: Grecia, Francia… e inclusive alguna con ceca de Londinium (Londres). A Falta de estudios en profundidad se han identificado monedas de la época de Constantino, Constancio, Constancio II, Graciano…
En excavaciones posteriores, aparecieron otras monedas, restos de cerámica, herramientas, huesos de diversos animales y una costilla humana, lo que todo parece apuntar a una ocupación de varias personas.
Todo este material se encuentra depositado en el Museo Arqueológico de Asturias